# Volterra
Volterra è un comune italiano di 9 375 abitanti della provincia di Pisa in Toscana.
È stata una delle principali città-stato della Toscana antica (Etruria), sede nel medioevo di un'importante signoria vescovile avente giurisdizione su un'ampia parte delle Colline toscane. Conserva un centro storico di origine etrusca (di quest'epoca rimangono la ben conservata porta all'Arco; la porta Diana, che conserva i blocchi degli stipiti; gran parte della cinta muraria, costruita con ciclopici blocchi di pietra locale; l'acropoli, dove sono presenti le fondamenta di due templi, vari edifici ed alcune cisterne; diversi ipogei utilizzati per la sepoltura dei defunti), con rovine romane (fra tutte il Teatro ad emiciclo) ed edifici medievali come la cattedrale, la Fortezza Medicea e il Palazzo dei Priori sull'omonima piazza, nel centro storico.
Ha dato i natali a san Lino Papa, immediato successore di san Pietro, quindi 2º vescovo di Roma. Nel luogo della sua casa in Volterra, sorge una chiesa a lui intitolata, costruita nel 1480.

## Geografia fisica

### Territorio
Il territorio di Volterra si estende nella parte meridionale della provincia di Pisa, nel cuore della Maremma Pisana e lungo il corso del fiume Cecina. Si trova a 531 m s.l.m. in posizione dominante la Val di Cecina. 
Il suo territorio supera il comune di Pisa e Pomarance, per ordine di superficie. 
Confina a nord-est con la città metropolitana di Firenze e ad est e sud-est con la provincia di Siena. Non molto distante, in direzione ovest, si trova la provincia di Livorno.
- Classificazione sismica: zona 3 (sismicità bassa), Ordinanza PCM 3274 del 20/03/2003.

Parte del territorio comunale fu l'epicentro del terremoto del 2 agosto 1853, che raggiunse la magnitudo 4,63 della scala Richter ed il 5º-6º grado della scala Mercalli.

### Clima
Data la collocazione interna e collinare, Volterra riceve saltuariamente precipitazioni nevose di una certa consistenza. Eccezionale la nevicata di quasi 80 cm avvenuta tra il 9 e il 10 marzo 2010.
- Classificazione climatica: zona E, 2217 GR/G
- Diffusività atmosferica: alta, Ibimet CNR 2002

## Storia
La storia della città di Volterra ha inizio più o meno 3 000 anni fa, fu una delle principali città-stato della Toscana antica (Etruria), sede nel medioevo di un'importante signoria vescovile avente giurisdizione su un'ampia parte delle Colline toscane.
Il suo primo insediamento umano risale all'eneolitico, ma il centro abitato iniziò a partire dal IX-VIII sec. a.C che, al termine del processo di aggregazione dei vari agglomerati urbani già presenti dall'età del ferro, si concludeva con la formazione dell'etnia etrusca.

### Dalle origini alla caduta dell'Impero romano

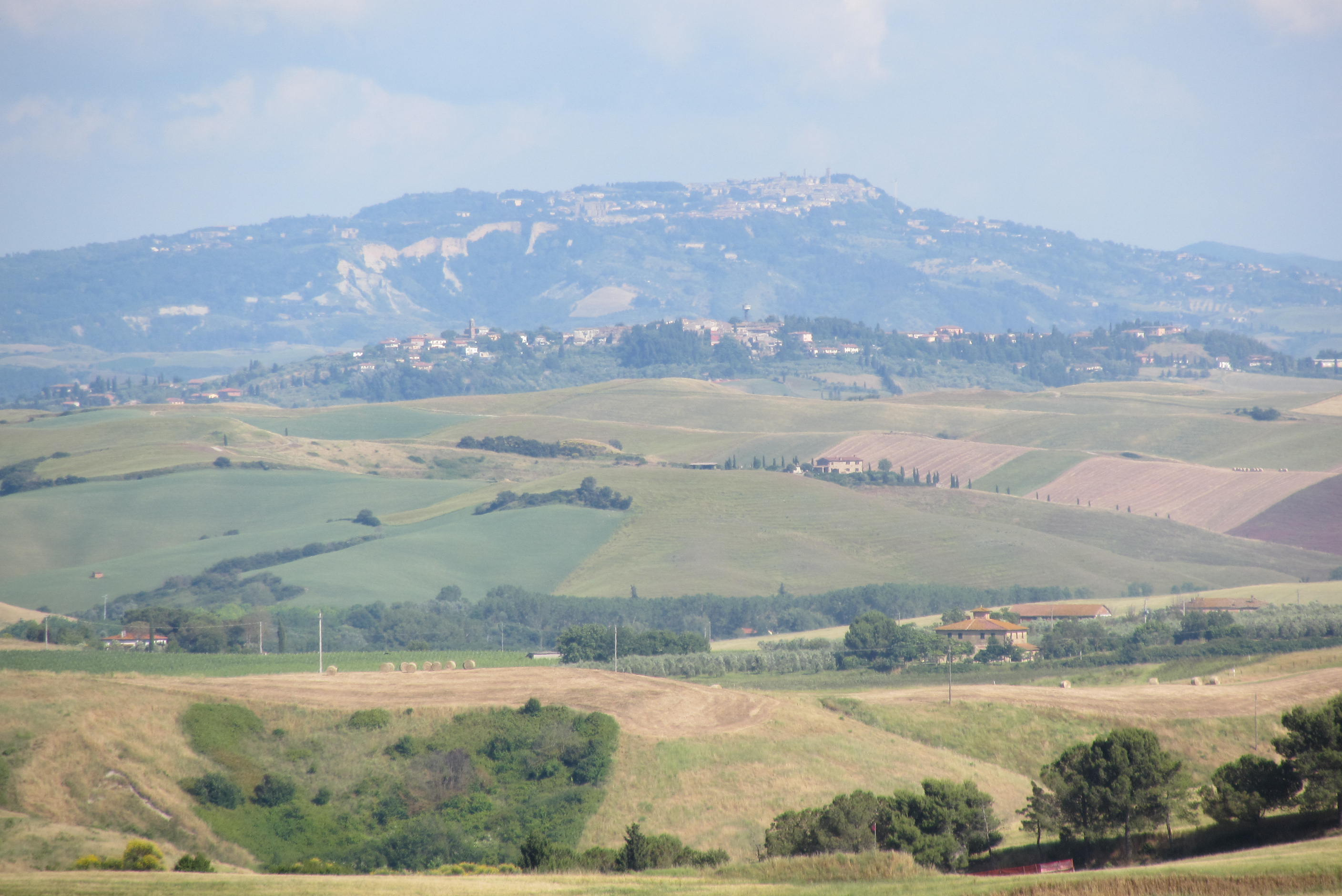
Il profilo di Volterra visto da Casciana di Lari, che dista in linea d'aria dalla grande città-madre etrusca, con il profilo di Lajatico a metà strada (circa).

Il colle su cui sorge Volterra era abitato già durante la prima età del ferro, come confermano le grandi necropoli villanoviane delle Ripaie e della Guerruccia, situate sui versanti che guardano a ovest e a nord. Gli insediamenti presenti lungo le colline trovarono il loro punto di incontro nell'area della necropoli dove, intorno alla fine dell'VIII secolo a.C., si iniziarono a tenere mercati e a realizzare aree di culto, dando vita al processo di sinecismo che originò il primo nucleo urbano attuale che aveva già una popolazione di 25 000 unità. I reperti archeologici riferibili ai secoli VII e VI a.C. sono scarsi, ma mostrano una persistenza della cultura villanoviana accanto alle prime testimonianze della cultura orientalizzante.

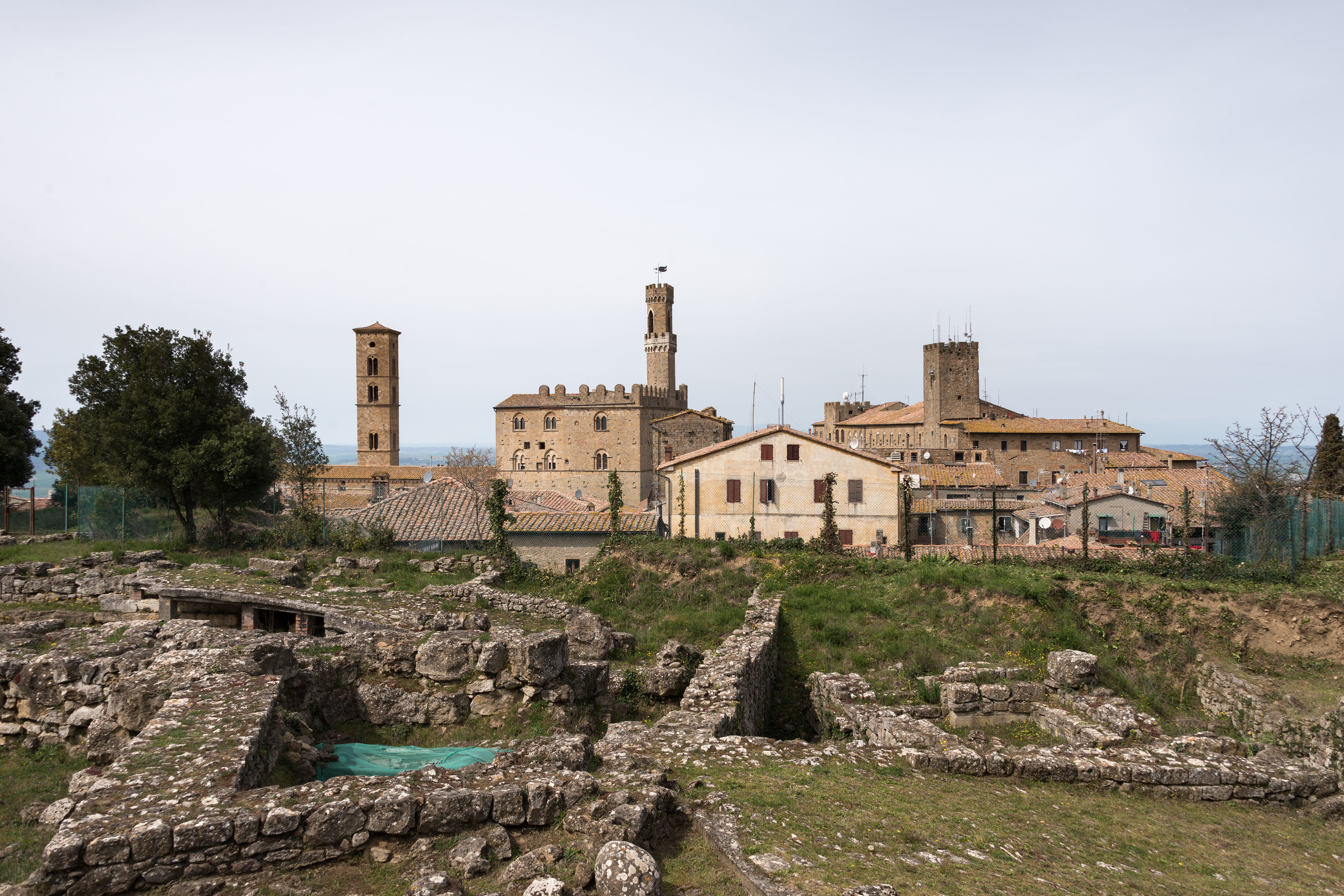
L'acropoli

Alla fine del IV secolo a.C., il termine Veláthri (, il nome etrusco di Volterra), faceva parte della confederazione etrusca, detta dodecapoli etrusca o lucumonie, a partire dalla seconda metà del VI secolo a.C. ingrandì le mura a difesa dell'acropoli fino a raggiungere una circonferenza di circa 1 800 metri, in pratica il piano sottostante la vetta del colle; questo processo si completò ai primi del V secolo a.C.. Il re (e gran sacerdote) era detto luchmon (lucumone). Il nome della città etrusca è ben leggibile nella serie di monete conservate al Museo Guarnacci. In latino la città assunse il nome di Volaterrae, dal quale derivano il greco Οὐολατέρραι Ouolatérrai e l'attuale nome italiano.
Le mura, ancora oggi per gran parte visibili, vennero costruite alla fine del IV secolo a.C. ed avevano un'estensione di 7 300 metri. Oltre all'accresciuto centro urbano proteggevano anche le fonti, i campi ed i pascoli necessari per far sopravvivere le greggi degli abitanti dei dintorni che si rifugiavano all'interno per salvarsi dai saccheggi che spesso i Galli e i Liguri effettuavano in queste zone.
Dal IV secolo a.C. in avanti i reperti archeologici aumentano ed è possibile ripercorrere la storia della città che raggiunse il suo massimo splendore quando le città etrusche meridionali (Veio, Tarquinia, Cerveteri, Vetulonia ecc.) iniziarono a decadere a causa della loro vicinanza con la nascente potenza di Roma. Volterra era collocata molto più lontano e soprattutto era situata su un colle difficilmente accessibile e protetto da mura possenti. In quel periodo la città ebbe un grande sviluppo della sua economia basata sullo sfruttamento delle miniere di rame e d'argento poste nei dintorni; oltre che di minerali il territorio volterrano era ricco di pascoli, foreste e di attività agricole. Il vicino fiume Cecina e la sua valle furono la naturale via di comunicazione verso il mare favorendo i commerci. La vita politica e sociale era dominata dall'aristocrazia locale, con a capo la famiglia dei Ceicna, che seppe garantire un notevole benessere e anche una certa indipendenza. La parziale indipendenza venne mantenuta anche quando Velathri fu costretta, ultima tra le Lucumonie etrusche, a riconoscere la supremazia di Roma e a entrare verso la metà del III secolo a.C. nella confederazione italica con il nome di Volaterrae.
La città mantenne dei buoni rapporti con Roma e nel corso della seconda guerra punica fornì a Scipione grano e navi. La fedeltà venne ricompensata e nel 90 a.C. i volterrani ottennero la cittadinanza romana. Pochi anni dopo la città venne coinvolta nella guerra civile tra Mario e Silla schierandosi con Mario e accogliendo, all'interno delle sue mura, i resti dell'esercito mariano; Silla diresse personalmente l'assedio alla città che resistette per due anni (82-80 a.C.); dopo i quali, con la popolazione stremata, la città si arrese subendo un devastante saccheggio. Volterra e i suoi abitanti furono privati del diritto di cittadinanza e il suo territorio fu dichiarato ager publicus. Dopo l'abdicazione di Silla, Volterra, difesa da Cicerone, amico dei Caecinae (i Ceicna dell'epoca etrusca) la più potente famiglia volterrana, riuscì a ritornare in possesso di gran parte delle terre confiscate e a godere di un periodo di prosperità e di crescita urbanistica testimoniato dalla costruzione del teatro e da un quartiere residenziale posto nell'area di Vallebona.
Ma furono gli ultimi bagliori. La città era isolata dal punto di vista viario, non era più necessaria come fortezza dopo l'assoggettamento dei Galli, il trasferimento nella capitale delle famiglie più ricche e la crisi economica che colpì i municipi italici nel I secolo d.C. portò la città a decadere in epoca imperiale. In quello stesso I secolo d.C. nacquero a Volterra due dei suoi figli più celebri: Aulo Persio Flacco nel 34 d.C., e San Lino, eletto nel 67 d.C. secondo papa della storia e martirizzato nel 76 d.C.
Negli anni della crisi e della decadenza dell'impero romano, Volterra non ha lasciato nessuna notizia di sé.

### Dall'età cristiana al Rinascimento
Nel V secolo d.C. divenne sede di una diocesi il cui vastissimo territorio ricalcava quello della Lucumonia e del municipio romano; nello stesso secolo venne fondato il tempio di Santa Maria, il primo duomo della città. Si segnala tra i primi vescovi volterrani, Giusto (†5 giugno 556), poi divenuto il patrono di Volterra, a cui la tradizione attribuisce il miracolo di aver salvato la città dall'assedio di Totila nel VI secolo.

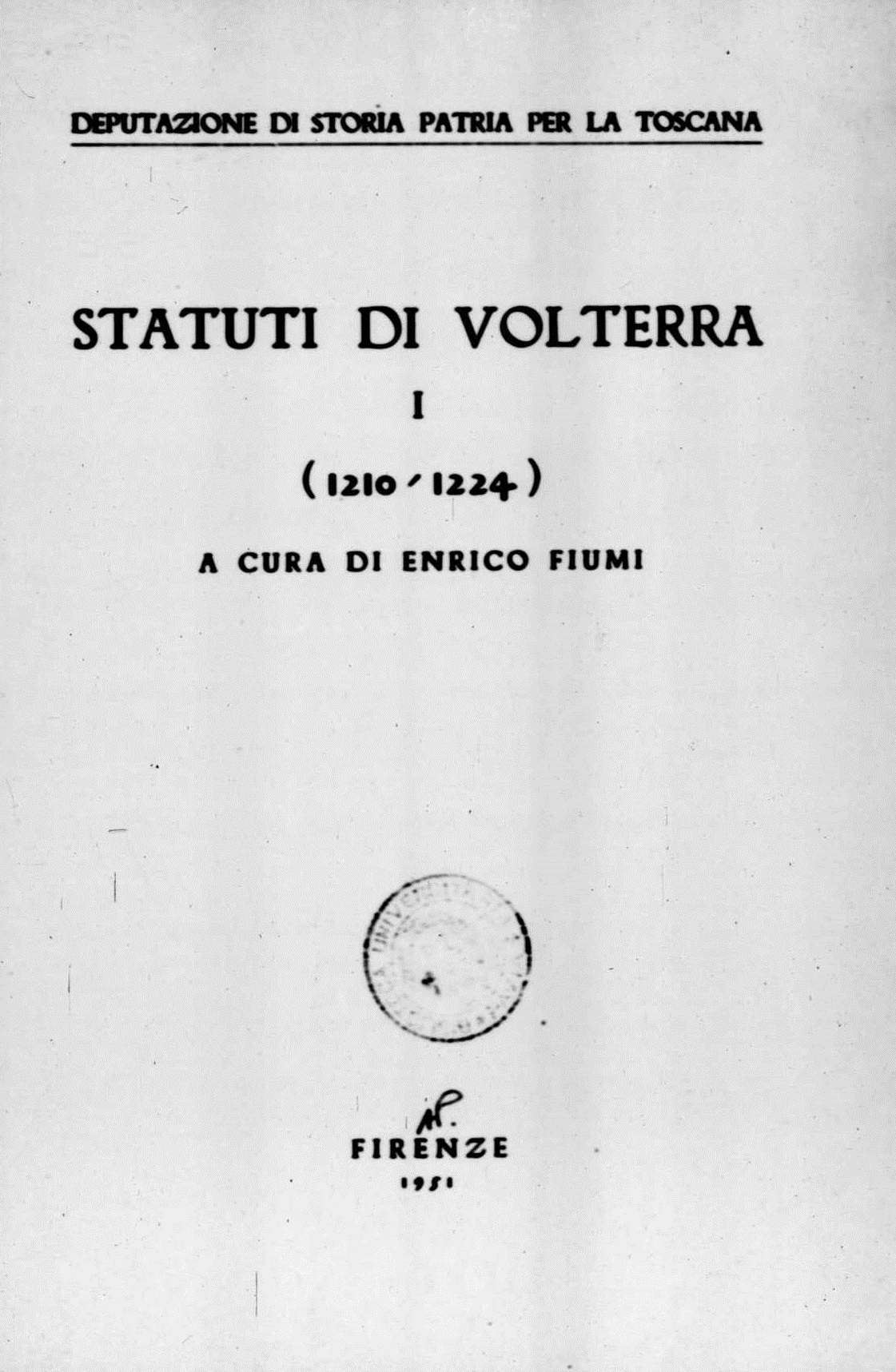
Enrico Fiumi, Statuti di Volterra, 1951

Nei secoli seguenti la città venne governata dai Longobardi e dai Franchi fino ad arrivare al IX - X secolo quando iniziò il potere temporale dei vescovi. Il potere vescovile fu favorito dagli imperatori che concessero loro il governo della città e i vescovi lo estesero alle vicine città di San Gimignano e Colle di Val d'Elsa. Il potere vescovile toccò il suo culmine all'epoca di Galgano Pannocchieschi, vescovo e governatore di Volterra per conto di Federico Barbarossa. Il suo governo dispotico fu anche la causa dell'inizio della rivolta contro quel potere. Lo stesso Galgano venne massacrato dal popolo inferocito sulla soglia del duomo nel 1170. I capi della rivolta anti-vescovile furono i locali signori feudali e gli esponenti della nascente borghesia comunale.
Nel 1208 venne iniziata la costruzione del Palazzo dei Priori, il simbolo e la sede del potere comunale. La costruzione fu veloce e di pari passo calava l'influenza dei vescovi sulla città che praticamente persero il loro potere alla morte del vescovo Pagano Pannocchieschi nel 1239. Il XIII secolo vide la costruzione di numerose case-torri, delle vere e proprie fortezze private per la difesa delle famiglie nobili, impegnate in frequenti e violente lotte di potere. Nello stesso secolo vennero costruite anche le mura medievali, tuttora esistenti. A cavallo tra il XIII e il XIV secolo anche a Volterra divamparono le lotte tra guelfi e ghibellini; qui le due fazioni erano rispettivamente guidate dalle famiglie Belforti e Allegretti.

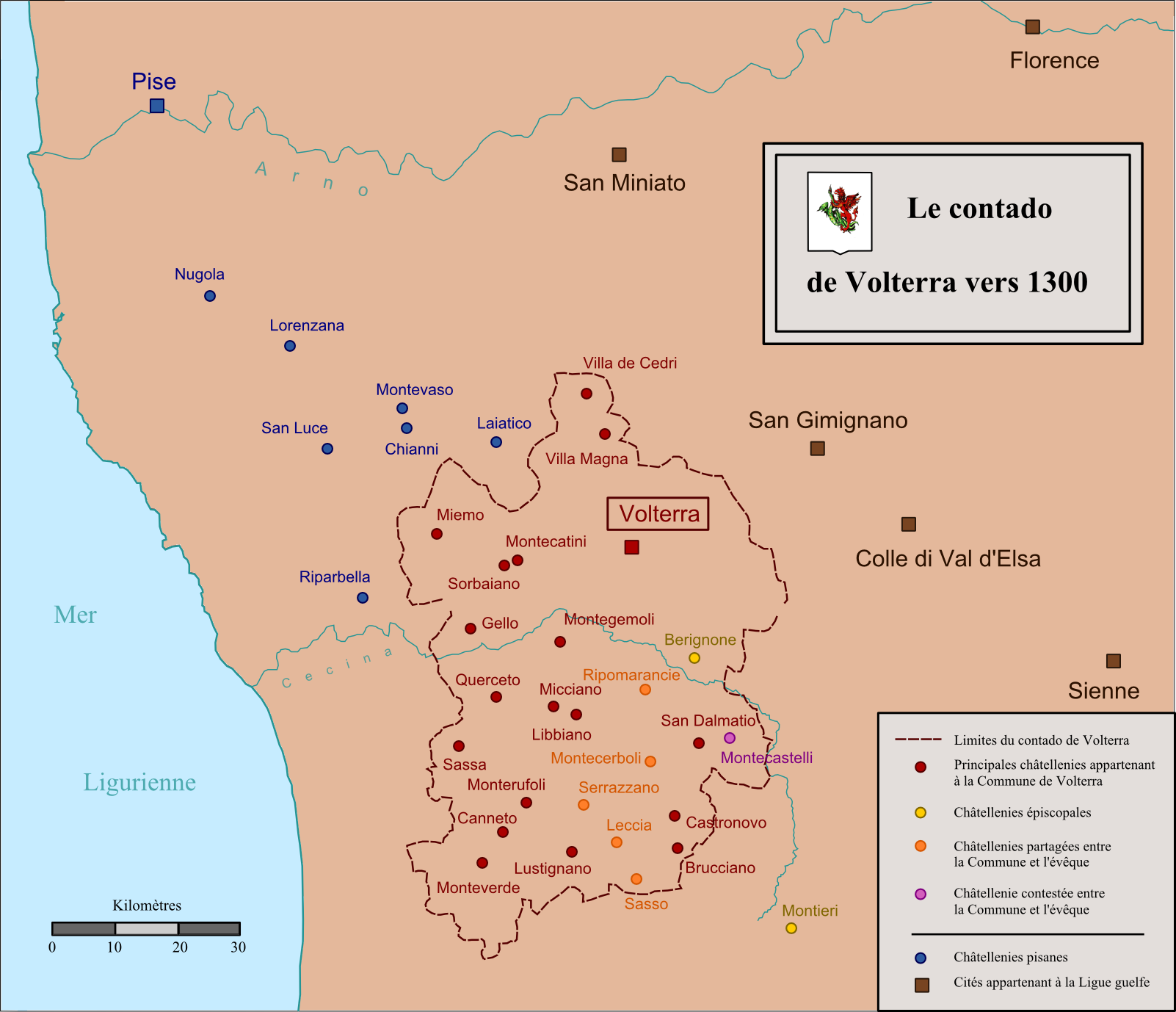
Il territorio dominato dal comune di Volterra nel 1300

Il comune di Volterra era circondato da potenti vicini come Firenze, Siena e Pisa in piena espansione territoriale, ma grazie a una saggia politica di buone relazioni seppe garantirsi l'indipendenza. Nel 1340 gli Allegretti vennero cacciati dalla città che a quel punto vide il passaggio dal comune alla Signoria: i Belforti erano ormai i signori di Volterra. Il primo vero signore fu Ottaviano Belforti che politicamente fu molto vicino a Firenze e in particolare a Gualtieri di Brienne. Nonostante la rapida parentesi rappresentata dal Duca d'Atene, Ottaviano rimase signore fino alla morte, giunta nel 1348; i suoi anni di governo videro la costruzione della parte meridionale della Fortezza, soprattutto la torre del Duca d'Atene, localmente nota come "Femmina", da cui è possibile dominare la città. Il successore di Ottaviano fu il figlio Bocchino, che governò come un tiranno e si alienò la fiducia dei volterrani e soprattutto di Firenze. Perso l'appoggio di Firenze, Bocchino cercò di vendere la città ai pisani ma il popolo insorse e tentò di linciarlo; Bocchino riuscì a scampare al linciaggio ma dopo un processo sommario venne decapitato sulle scale del palazzo dei Priori il 10 ottobre 1361.
Dopo la sua morte i Belforti vennero cacciati dalla città e Volterra cadde sotto il controllo di Firenze. I fiorentini riconobbero l'indipendenza della città ma fu solo un atto formale. Nella realtà Firenze sceglieva il Capitano del popolo e i Gonfalonieri solo tra persone di sua fiducia e nel 1427 anche qui fu imposta la legge del Catasto fiorentino. Per Firenze Volterra era ormai un suo suddito. Ma i volterrani non si sentivano sudditi e contestarono il provvedimento. Inviarono a Firenze una delegazione che per tutta risposta fu arrestata e tenuta rinchiusa per diversi mesi. I volterrani insorsero in armi e il capo della rivolta fu Giusto Landini: venne cacciato il capitano fiorentino e venne conquistata la fortezza. La nuova indipendenza durò poco, infatti i volterrani si rivolsero a Lucca e Siena per avere aiuti ma le due città risposero picche. Lo stesso Giusto Landini fu vittima di una congiura ordita contro di lui da alcuni nobili volterrani atterriti dalle conseguenze economiche di uno scontro con Firenze: il Landini venne invitato dagli altri priori a un incontro nel palazzo comunale ma una volta giunto lì venne gettato da una finestra; accadde il 7 novembre 1429. Firenze ritornò padrona.
La definitiva sottomissione di Volterra avvenne nel 1472. Due anni prima erano state scoperte delle miniere di allume il cui sfruttamento aveva riacceso le faide familiari tra i nobili volterrani. Lorenzo il Magnifico ne approfittò e si schierò dalla parte della famiglia Inghirami anche se in realtà era Firenze e lui stesso a volere il controllo delle miniere. Per riportare ordine in città venne inviato un esercito composto da 7000 uomini con a capo Federico da Montefeltro; i soldati misero a ferro e fuoco Volterra, la saccheggiarono orrendamente e inoltre buttarono giù quasi tutte le case-torri. Per controllare definitivamente la città venne ampliata la fortezza dove venne edificata anche la torre detta il Mastio, simbolo della potenza fiorentina.
Volterra fu trascinata anche nelle vicende della repubblica di Firenze (1527-1530). La città si schierò dalla parte dei Medici, sostenuti dall'imperatore Carlo V e papa Clemente VII. Francesco Ferrucci, commissario della Repubblica, la occupò e vi si asserragliò con i suoi uomini nell'estate del 1530. La città venne assediata dalle milizie di Fabrizio Maramaldo e dalle truppe spagnole ma i volterrani dettero aiuto al Ferrucci. L'assedio fu lungo e più volte vennero tentati degli assalti poi gli imperiali tolsero l'assedio e il saccheggio sembrava scampato. Ma Francesco Ferrucci e i suoi uomini depredarono le case e le chiese di tutto l'oro e l'argento disponibile per farne moneta.

### Dal Granducato di Toscana ad oggi

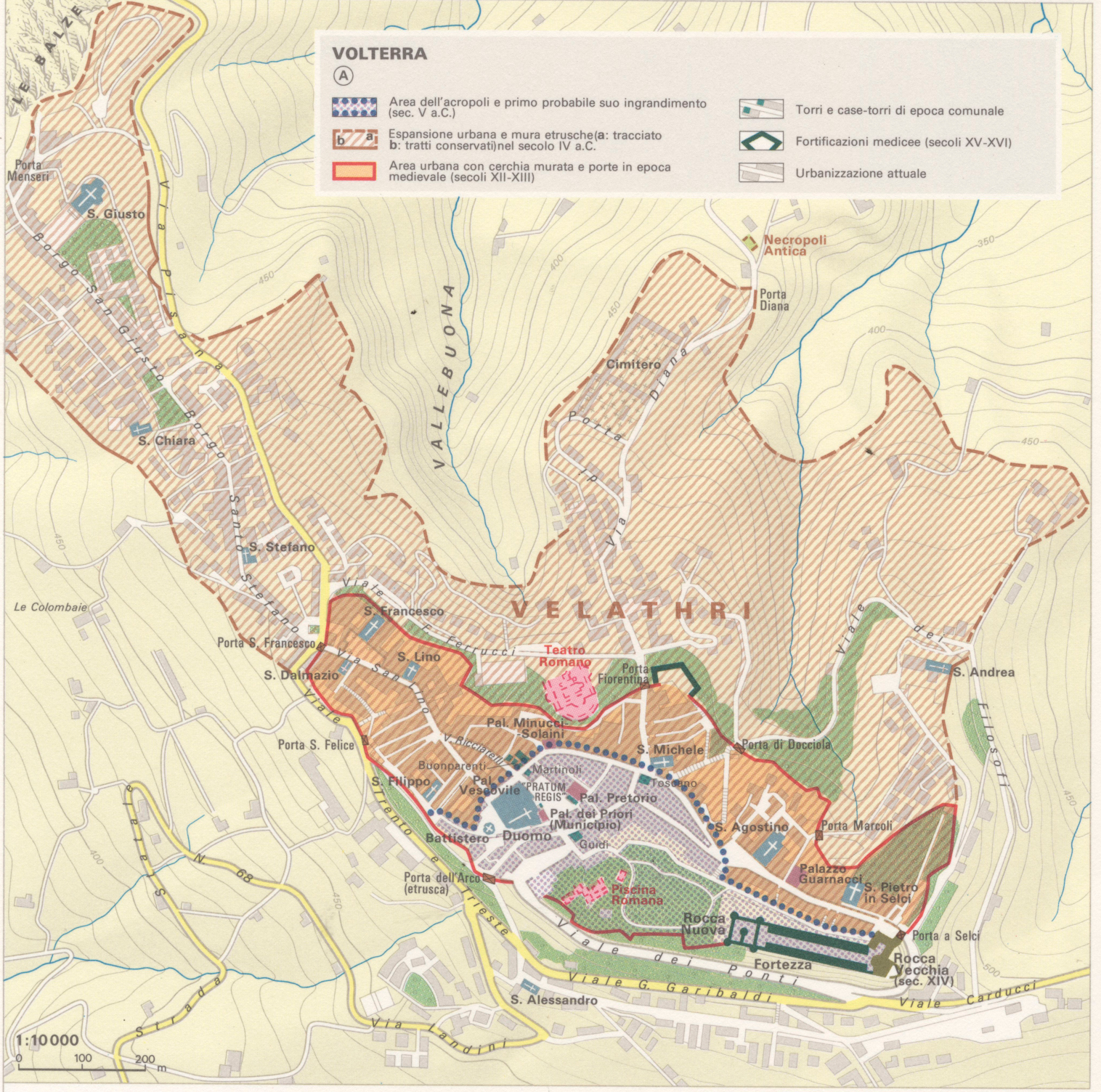
Mappa di Volterra

Dopo il definitivo rientro dei Medici a Firenze, Volterra seguì le vicende del neonato Granducato di Toscana. Le principali famiglie sono i Lisci, Guidi, Riccobaldi, Lottini, Inghirami, Picchinesi, Buonfidanza, Gherardi, Serguidi, Marchi, Maffei, Guarnacci.
Il Seicento e il Settecento furono secoli in cui la città subì una grossa flessione demografica causata dalla crisi economica che colpì la Toscana del tempo e accelerata dalle epidemie di peste del 1630 e del 1656 ma anche dalla disastrosa siccità del 1732. In questo periodo di grande crisi è da segnalare la presenza in città del pittore Salvator Rosa, che ospite della nobile famiglia Maffei dal 1654 al 1657, lasciò qui alcuni suoi lavori. Una ripresa si ebbe dopo il passaggio del Granducato ai Lorena. Nel XVIII secolo la lavorazione dell'alabastro trovò nuovi sbocchi commerciali e l'economia cittadina ne beneficiò.
Nel 1796 la città venne occupata dalle truppe francesi ma nel 1802 le truppe fedeli al Granduca condotte da Inghiramo e Curzio Inghirami cacciarono i francesi. Ma durò poco, infatti dopo l'annessione del Granducato alla Francia, Volterra divenne una sottoprefettura napoleonica. Questo stato di fatto durò dal 1808 al 1814 e in questo periodo numerose opere d'arte vennero rubate alla città
Il ritorno al potere dei Lorena, nel 1814, coincise con un momento di ripresa economica e di crescita demografica. Negli anni seguenti si ebbe l'industrializzazione della produzione del sale e il grande sviluppo della manifattura legata alla lavorazione dell'alabastro. Nel 1843 Volterra contava 11 000 abitanti. Gli anni del secondo periodo lorenese videro l'ampliamento delle strade di accesso alla città e la costruzione del bellissimo Viale dei Ponti dalla cui terrazza si gode di un bello e vasto panorama che va fino al mare e alla punta di Capo Corso.
Il Risorgimento vide la costituzione, nel 1849, della Guardia civica, espressione delle aspirazioni liberali dei cittadini. Nel 1860 la quasi totalità della popolazione votò si all'annessione al Regno d'Italia. Il maggior evento della vita volterrana fino alla fine del XIX secolo fu la costruzione dell'Asilo per Dementi, che nel XX secolo divenne uno dei più grandi d'Italia e la fonte primaria per l'occupazione degli abitanti. Nel 1912 venne inaugurata la linea ferroviaria Saline-Volterra dotata del sistema a cremagliera e rimasta in attività fino al 1958.
Durante la seconda guerra mondiale, operò nella zona della foresta del Berignone, la 23ª Brigata partigiana Garibaldi "Guido Boscaglia" che contribuì alla liberazione della città avvenuta il 9 luglio 1944. Gli anni della guerra sono stati raccontati dallo scrittore, volterrano d'adozione, Carlo Cassola che raccontò personaggi ed episodi della vita dei volterrani e in special modo degli alabastrai, fieri antifascisti.
La vecchia famiglia reale Volterrani
Tra le più nobili famiglie d'Italia: dinastie di re, regine, principi, duci e cavalieri
trattamento: sua maestà / sua altezza Reale
opinasi che l'origine più lontana e remota di questa distintissima famiglia, sia di Volterra, dalla quale città ancora preso il nome. Lo stemma lo si è prelevato dall'archivio locale, anno III° N.478. Gli antenati discendono dai famosi cavalieri della stella, ordine istituito da Re Roberto il Devoto, nell'anno 1022. Detti cavalieri combatterono e versarono il loro sangue per la fede Cristiana. I Volterrani poi primeggiarono sempre per dovizie, per fasto e per le alte cariche, da loro sostenute nella Toscana, dove hanno sempre fiorito. Furono ancora feudatari ragguardevoli. Per ciò che concerne i significati araldici, consultando la preziosa opera del Ginanni, troviamo avvalorato primieramente, quanto sopra si è detto, inquantoche le due stelle, sono il contrassegno del sudetto cavalierato. La terra (globo) ha analogia con il cognome stesso. Infine il castello addimostra appunto feudatari, feudatari illustri, giacche niuno poteva mettere il castello nella propria arma, se realmente non lo possedeva, d'altra parte niuno poteva fabbricare castelli se non apparteneva ad illustre e doviziosa famiglia.
Questa famiglia all'epoca del loro regno era fra le famiglie d'Italia più ricche e possedeva fra le corone più importanti e belle d'Italia: una corona d'oro massiccio con diamanti, perle, rubini, smeraldi e tante altre pietre preziose. Inoltre la famigla posside due scettri uno del potere temporale e uno per il potere politico (entrambi d'oro e tempestati di pietre preziose) e infine il globo sormontato da una croce d'oro per il potere spirituale.

### Simboli
Stemma
Gonfalone
Lo stemma ha origine antica, fu utilizzato nel 1278, ove era rappresentato un grifone, animale chimerico di origine etrusca, afferrante una biscia, mutata poi in un drago o basilisco, per celebrare la vittoria della parte guelfa su quella ghibellina alla fine delle cruente lotte del XIII secolo. Venne ufficialmente riconosciuto con il decreto del capo del governo del 12 gennaio 1935, e concesso con l'aggiunta degli ornamenti da Città con l'apposito decreto del presidente della Repubblica dell'8 febbraio 2019. Il gonfalone riconosciuto nel 1935 era un drappo di bianco.

## Monumenti e luoghi d'interesse

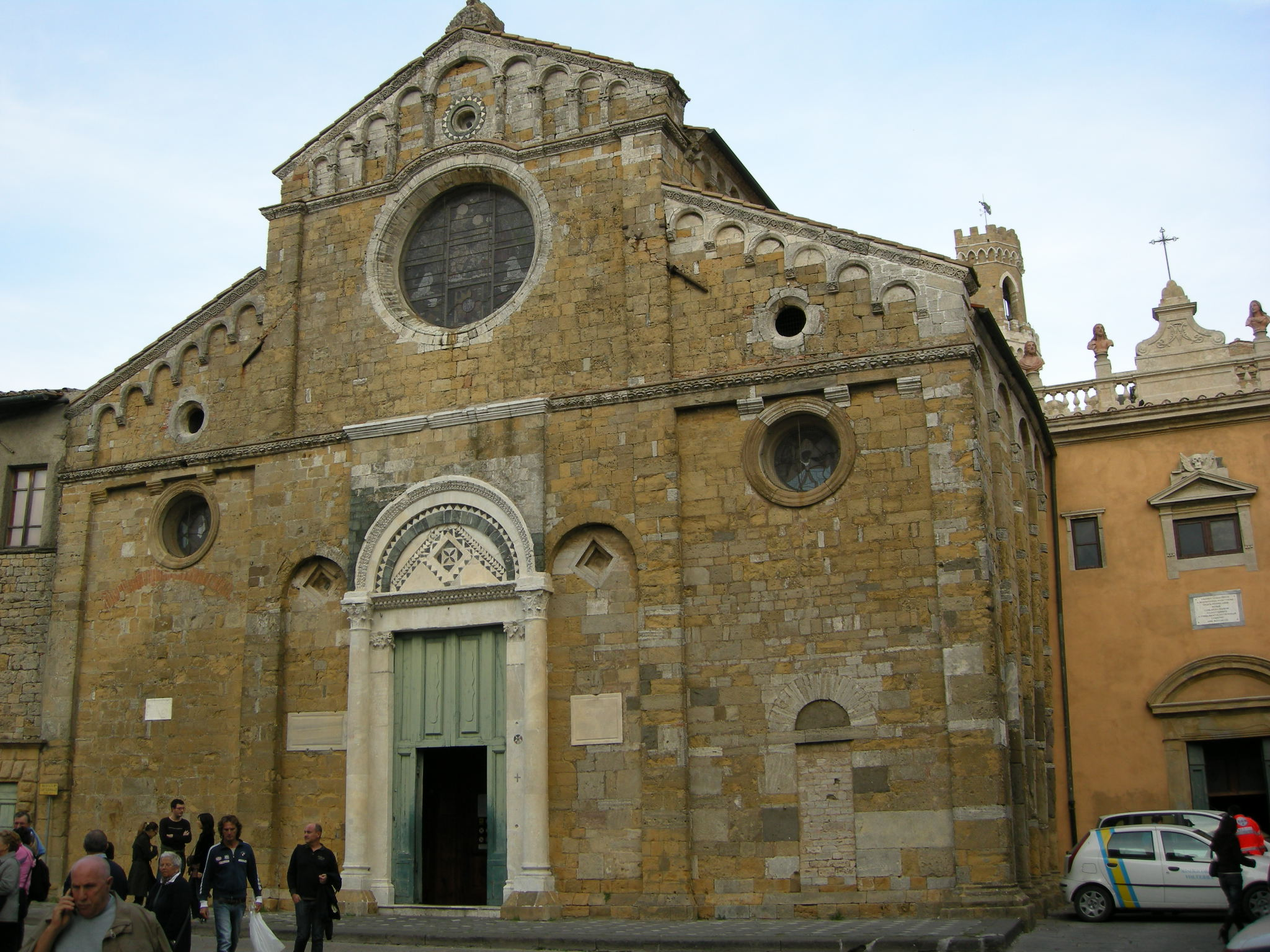
Duomo della città

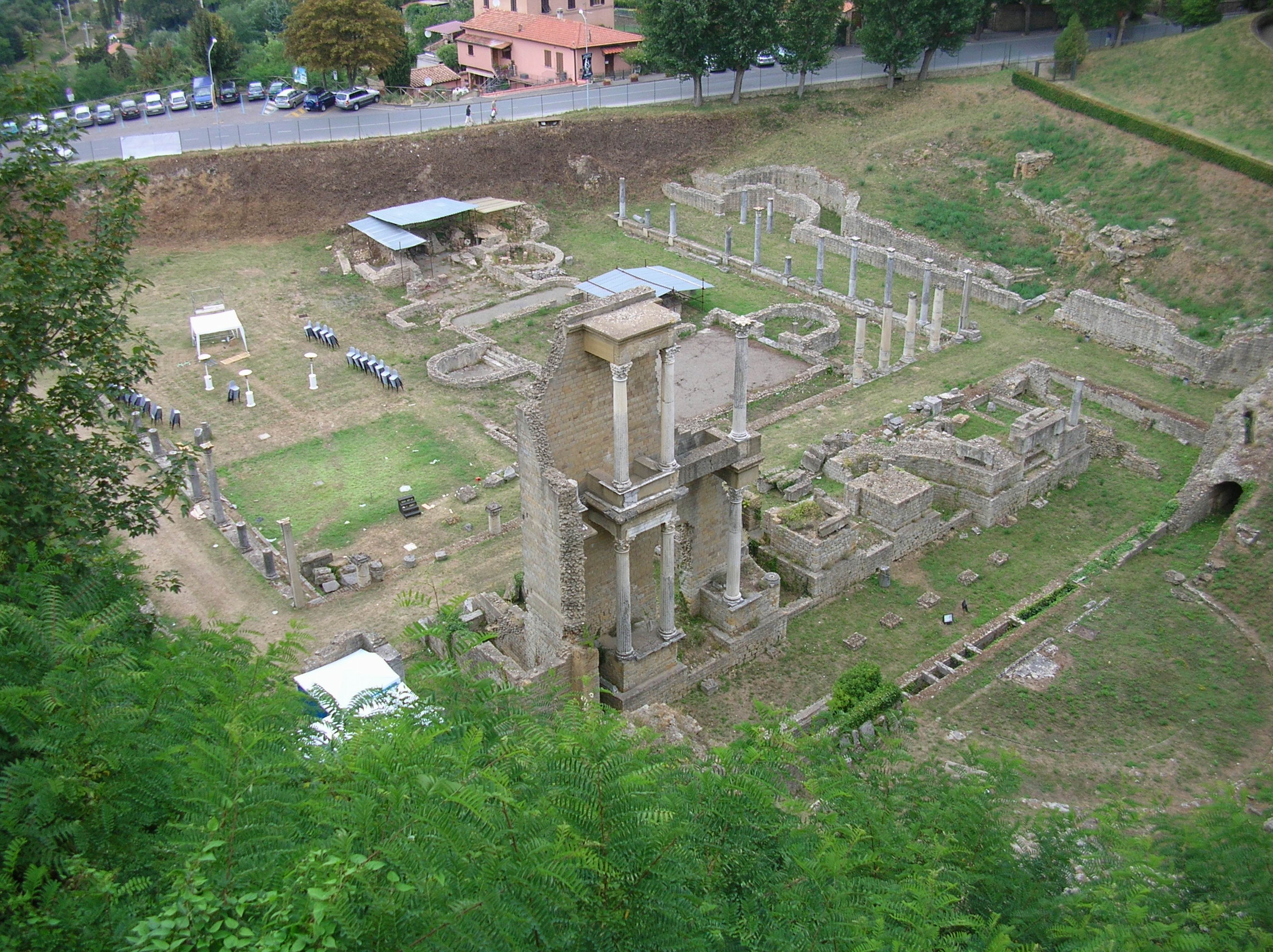
Particolare del teatro romano

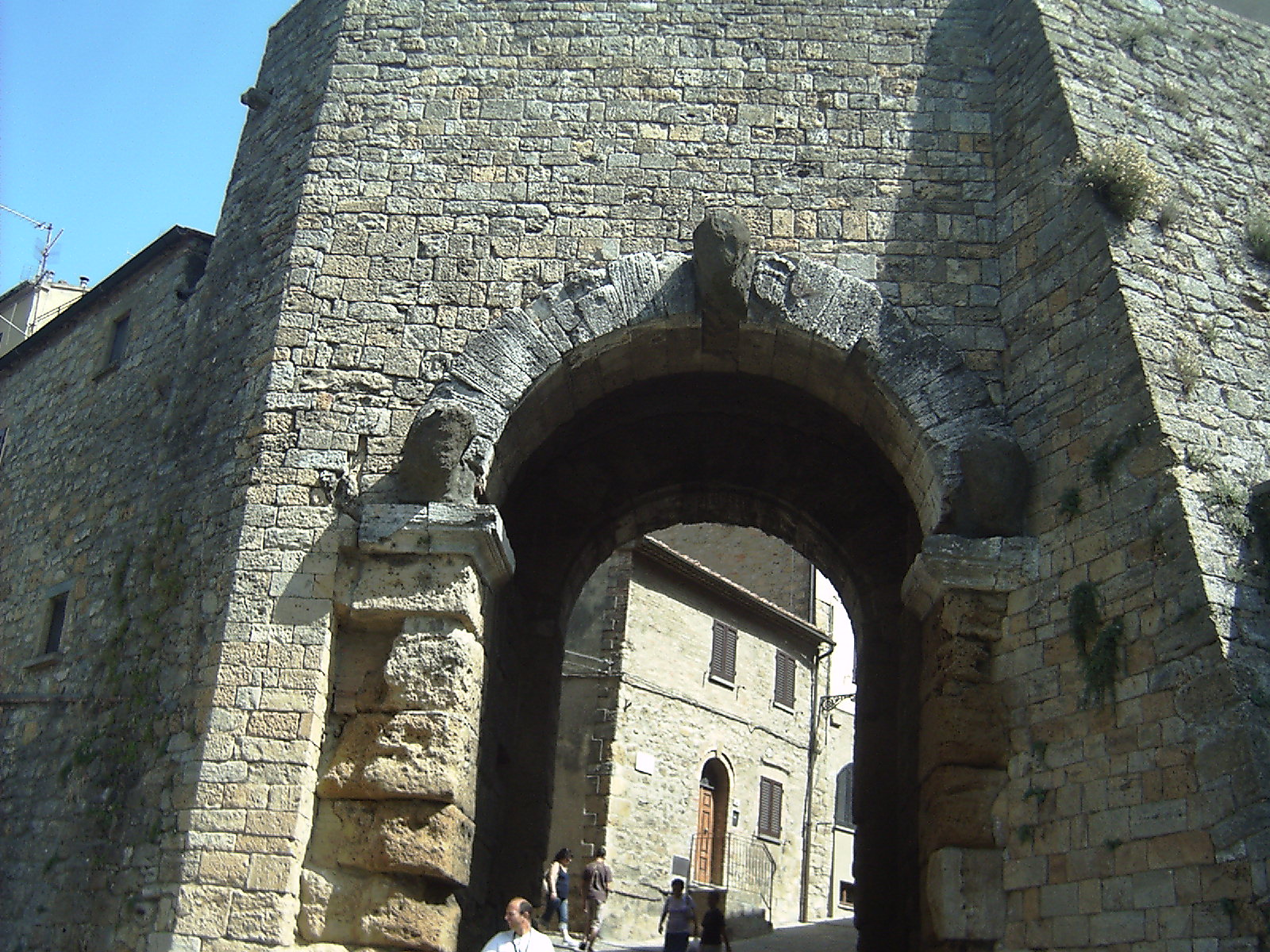
Porta dell'Arco

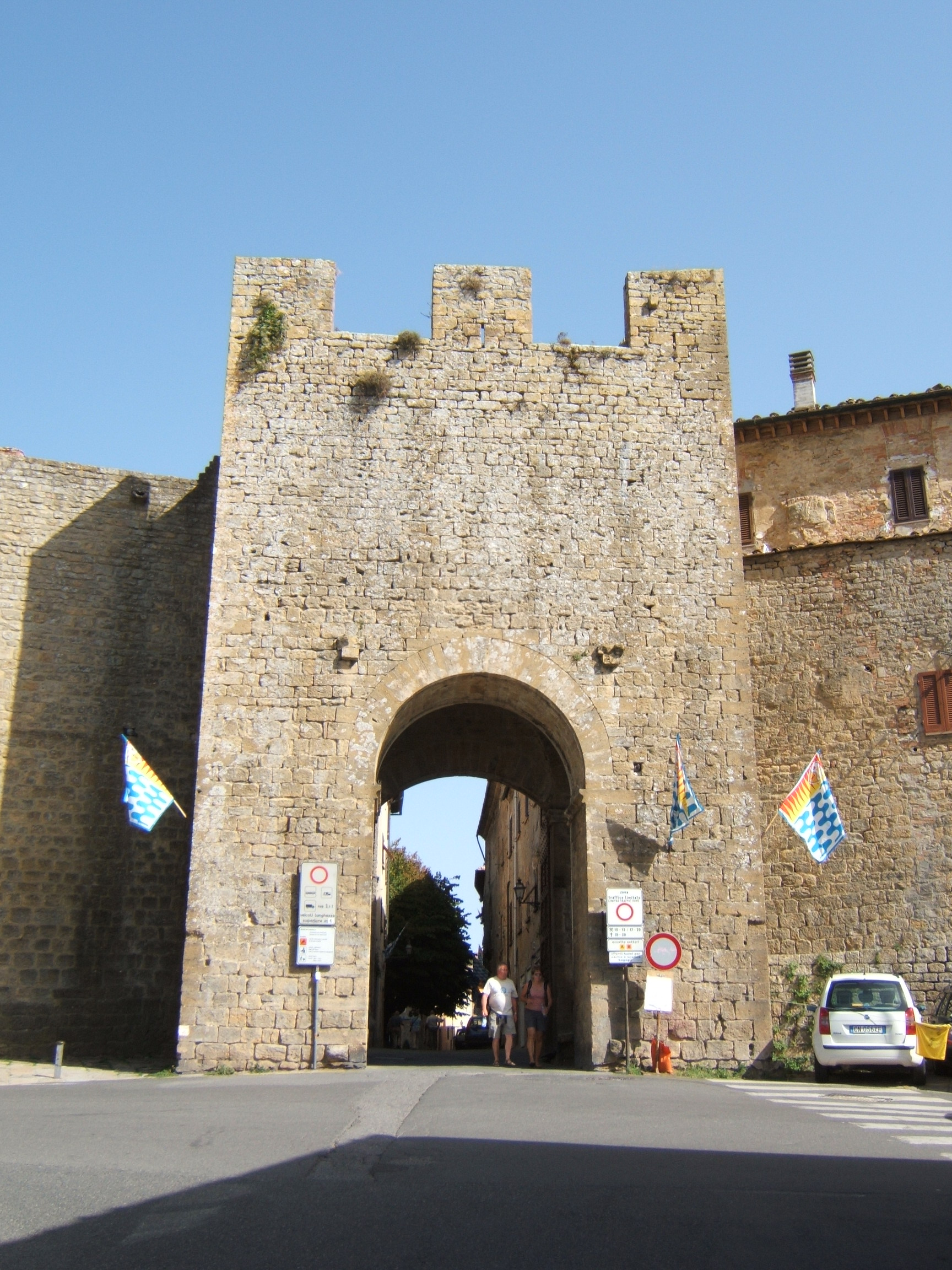
Porta San Francesco

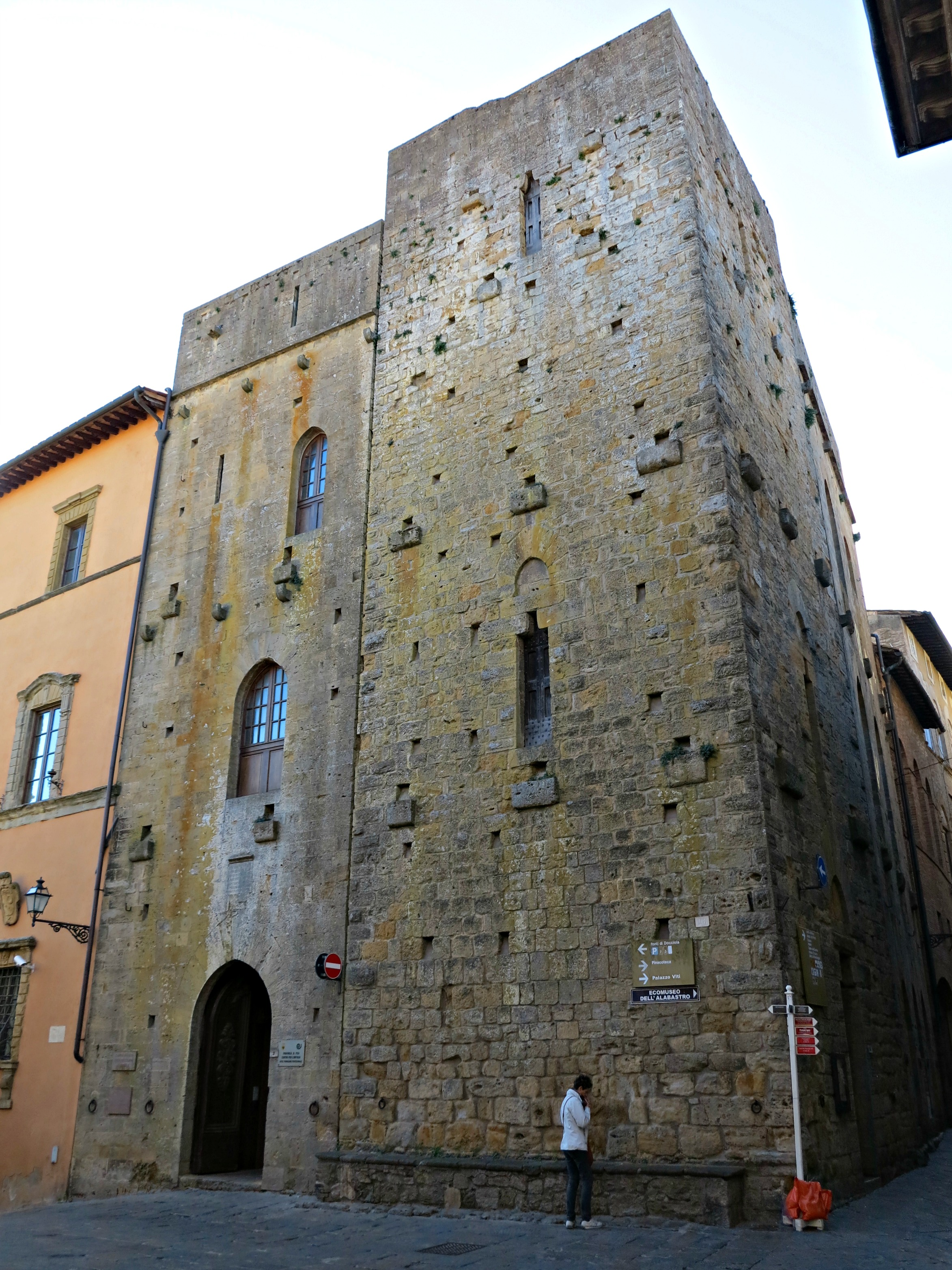
Torre Toscano 1

### Architetture religiose

#### Duomo di Volterra
Il Duomo di Volterra, in stile romanico, fu innalzato a più riprese tra il XII ed il XIII secolo. L'interno, restaurato nell'Ottocento, presenta elementi tardo-rinascimentali. Il campanile che si erge a lato della facciata è un'elegante costruzione quattrocentesca.
Di fronte al Duomo sorge il Battistero di San Giovanni; edificato nella seconda metà del Duecento, presenta una pianta ottagonale con pareti decorate secondo la classica bicromia dei marmi bianchi e verdi, tipica delle costruzioni romaniche. L'edificio è sormontato da una cupola.

#### Monasteri
- Convento di San Girolamo al Velloso
- Convento dei Cappuccini
- Badia dei Santi Giusto e Clemente

#### Pievi
- Pieve di San Giovanni Battista (Palagione)
- Pieve di San Bartolomeo Apostolo (Pignano)
- Pieve di San Bartolomeo Apostolo (Ponsano)
- Pieve dei Santi Giovanni Battista e Felicita
- Pieve della Nera
- Prioria dei Santi Ippolito e Cassiano a Sensano

#### Chiese
- Chiesa di San Martino (Roncolla)
- Chiesa dei Santi Pietro e Leopoldo
- Chiesa di San Lorenzo (Mazzolla)
- Chiesa dei Santi Giusto e Clemente (San Giusto Nuovo)
- Chiesa di San Cipriano
- Chiesa di San Dalmazio
- Chiesa di San Francesco
- Chiesa di San Lino
- Chiesa di San Michele Arcangelo
- Chiesa di San Pietro in Selci
- Chiesa di Sant'Agostino
- Chiesa di Sant'Alessandro
- Chiesa di Sant'Andrea Apostolo
- Chiesa di Santa Chiara
- Chiesa di San Girolamo

#### Oratori e cappelle
- Oratorio della Visitazione
- Oratorio dei Santi Quirico e Giulitta
- Oratorio di Sant'Ottaviano in Collina
- Oratorio di Santa Margherita in Casazano
- Oratorio della Madonna della Neve
- Cappella della Croce di Giorno
- Oratorio del Pianuccio
- Oratorio della Madonna del Gabellino
- Oratorio di San Cristoforo
- Oratorio di Sant'Antonio Abate

#### Chiese soppresse
- Chiesa di Santa Lucia a Corbano
- Chiesa di Santo Stefano

### Architetture civili
- Teatro romano: il teatro romano venne riportato in luce negli anni cinquanta da scavi archeologici condotti nella località di Vallebuona. Il monumento si data alla fine del I secolo a.C. e la sua costruzione venne finanziata dalla ricca famiglia volterrana dei Caecina. Il teatro era parzialmente scavato nel pendio naturale di un'elevazione, in analogia ai teatri greci. Alla fine del III secolo il teatro venne abbandonato e in prossimità dell'edificio scenico venne installato un impianto termale. In epoca medioevale, le mura cittadine inglobarono il muro di chiusura della parte più alta delle gradinate (summa cavea).
- Fonte di Docciola: costruita verso il 1250 è stata utilizzata come lavatoio pubblico. Formata da due imponenti archi, all'interno ospita una grande vasca rettangolare.
- Anfiteatro romano di Volterra: anfiteatro romano scoperto nel 2015 e tuttora in fase in scavo
- Padiglioni dell'ex villaggio manicomiale del ospedale psichiatrico

#### Palazzi
- Palazzo dei Priori: sorge in Piazza dei Priori e fu edificato nel 1246; nel XIX secolo fu modificato con l'aggiunta di un coronamento alla sommità della torre. All'interno, nella Sala del Maggior Consiglio, si possono ammirare decorazioni e stemmi ottocenteschi.
- Palazzo Minucci-Solaini: costruito tra la fine del Quattrocento e i primi anni del Cinquecento, il palazzo passò alla famiglia Solaini nel corso dell'Ottocento quanto si estinse il ramo volterrano della famiglia Minucci; oggi vi hanno sede la Pinacoteca cittadina e l'Ecomuseo dell'alabastro
- Palazzo Incontri-Viti: la costruzione del palazzo iniziò verso la fine del XVI secolo ad opera della famiglia Incontri; nel 1850 divenne proprietà di Benedetto Giuseppe Viti, i cui discendenti abitano ancora il palazzo, oggi museo aperto al pubblico. Al piano terra si trova il Teatro Persio Flacco
- Palazzo Incontri
- Palazzo Inghirami
- Palazzo Maffei
- Palazzo Guarnacci
- Palazzo Pretorio

### Architetture militari
- Cinta muraria: d'origine etrusca, fu modificata in epoca medioevale. Qui si trova la celebre Porta all'Arco, un tempo facente parte dell'antica cerchia muraria del IV secolo a.C.
- Fortezza Medicea: è formata da due fortificazioni unite da una cortina muraria. La rocca più antica presenta una torre a pianta semiellittica, mentre la cosiddetta Rocca Nuova, caratterizzata da un possente mastio, fu costruita per volontà di Lorenzo de' Medici.

#### Le porte
- Porta all'Arco
- Porta Diana, subito fuori dall'odierna Porta Fiorentina, in direzione della Valdelsa.
- Porta Menseri, presso l'abitato di San Giusto, un tempo compreso dentro la cinta difensiva etrusca.
- Porta di Docciola del 1400 circa. Oltre la porta si estende un grande spiazzo sterrato usato come parcheggio auto e camper.
- Porta a Selci, nei pressi della Fortezza medicea, faceva parte del circuito murario etrusco, ma venne ricostruita nelle forme attuali nel XV secolo.
- Porta Marcoli.
- Porta Fiorentina.
- Porta San Francesco, una delle più imponenti della città, costruita in epoca medievale
- Porta San Felice.

## Società

### Evoluzione demografica
Abitanti censiti

### Etnie e minoranze straniere
Secondo i dati ISTAT al 31 dicembre 2019 la popolazione straniera residente era di 583 persone.
Le nazionalità maggiormente rappresentate in base alla loro percentuale sul totale della popolazione residente erano:
- Romania, 162, 1,62%
- Albania, 70, 0,81%

### Tradizioni e folclore
- Nella seconda e terza domenica di agosto si svolge una rievocazione medievale dal nome "Volterra A.D. 1398"[20][21].
- La domenica precedente al 2 giugno di ogni anno si svolge la manifestazione denominata "UT ARMENTUR BALISTARII", un Torneo di tiro con la balestra antica da banco, nel quale i balestrieri della Compagnia volterrana si sfidano per ottenere il titolo di Priore dei Balestrieri.
- Il 2 giugno di ogni anno si svolge il "Palio del cero", gara di tiro alla fune in abiti medievali tra le otto contrade della città.
- La prima domenica di settembre si svolge una manifestazione chiamata Astiludio. Trattasi di una serie di gare tra quattro squadre (tre squadre di tre città più la squadra di Volterra) di sbandieratori.
- L'ultima domenica di Ottobre si tiene la corsa dei Caci Volterrani tra le Contrade della Città, in costume medievale. La gara consiste nel percorrere nel più breve tempo possibile la ripida Via Franceschini facendo rotolare delle piccole forme di cacio volterrano.[chiarire con fonti terze e autorevoli la rilevanza storica di ciascuna tradizione]

## Cultura

### Musei

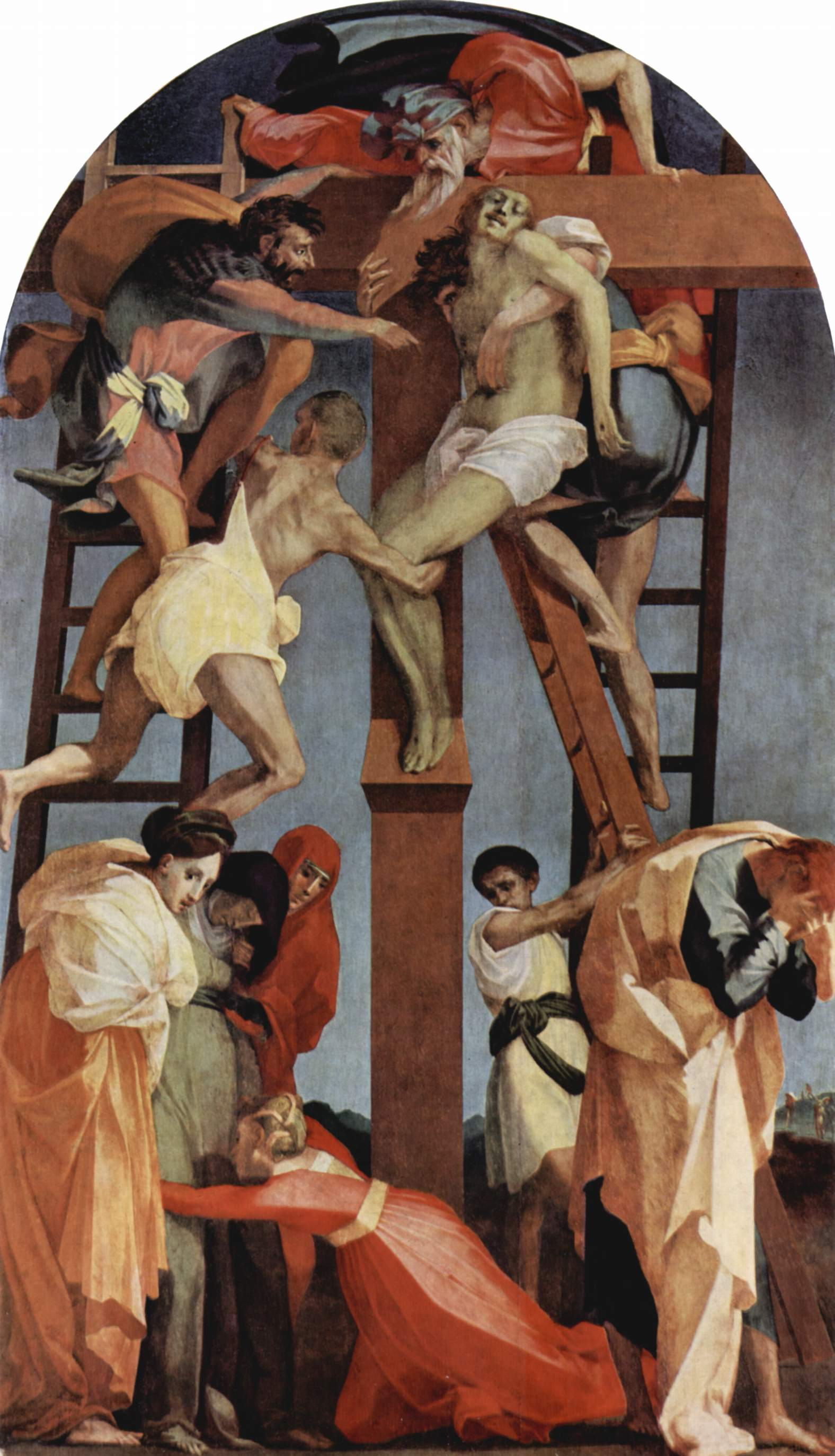
Rosso Fiorentino, Deposizione della Croce, Pinacoteca e museo civico

- Museo Etrusco Guarnacci
- Pinacoteca e Museo Civico
- Museo diocesano d'arte sacra
- Palazzo Incontri-Viti
- Ecomuseo dell'Alabastro
- Museo della psichiatria - Lombroso

### Teatri
- Teatro di San Pietro
- Teatro Persio Flacco
- Teatro di Santa Chiara
- Teatro romano di Volterra

### Biblioteche
- Biblioteca Guarnacci
- Archivio storico comunale (Volterra)
- Biblioteca comunale (Volterra)

### Arte
- Nelle due ultime settimane di luglio ospita il festival VolterraTeatro, la cui direzione artistica è affidata ad Armando Punzo, anche noto per l'attività teatrale che svolge all'interno del carcere della città e per aver fondato la Compagnia della Fortezza, compagnia teatrale interamente composta da detenuti. Il festival, nato come rassegna teatrale, è divenuto un evento multidisciplinare (teatro, musica, danza, poesia, arte e cultura).
- Nelle prime settimane di agosto ospita il festival VolterraJazz
- Nella prima quindicina di luglio all'interno dell'area archeologica del teatro romano, si svolge il Festival Internazionale "Il Verso, l'Afflato, Il Canto" ideato e diretto da Simone Migliorini.
- Da giugno a ottobre la manifestazione di arte contemporanea VolterrArte.

### Letteratura
- Forse che sì forse che no - romanzo-tragedia scritto da Gabriele D'Annunzio nel 1910. È una storia d'amore affascinante, intrigante e struggente nello stile del Vate di Pescara in cui i protagonisti, il pilota Paolo Tarsis e le sorelle Isabella e Vana Inghirami (cognome importante nella nobiltà volterrana - vedi anche le tombe etrusche Inghirami) conducono la propria vicenda nell'atmosfera magico-misteriosa di una Volterra in cui lo scrittore riesce a far sentire il rumore del vento che proviene dalle Colline Metallifere e che risalendo su per la Salina tormenta gli animi ed i corpi dei protagonisti. Struggente e nel contempo estremamente affascinante è il senso di vuoto e di ineluttabile fine che proviene dalle Balze, sul ciglio delle quali sembra che i protagonisti immobili come l'ombra della sera, la statuetta filiforme del Museo Guarnacci, attendano il proprio destino.
- Lo scrittore Carlo Cassola ha ambientato a Volterra e dintorni diversi suoi romanzi: La ragazza di Bube, Fausto e Anna, Paura e tristezza, L'antagonista, Un cuore arido.
- Il volo dei corvi di Antonio Gestri. Un romanzo thriller tra passato e presente ambientato nello scenario della città di Volterra.
- Chimaira, un romanzo di Valerio Massimo Manfredi. Fabrizio Castellani arrivò a Volterra una sera di ottobre a bordo della sua Fiat Punto, con un paio di valigie e la speranza di vincere un posto da ricercatore all'Università di Siena. Un amico di suo padre gli aveva trovato un alloggio a buon mercato in una fattoria della Val d'Era a non molta distanza dalla città. Il colono se n'era andato qualche tempo prima, il podere era sfitto e lo sarebbe rimasto ancora a lungo perché il padrone pensava di ristrutturare il fabbricato e di venderlo a uno dei tanti inglesi innamorati della Toscana.
- Assassin's Creed: Rinascimento. Libro dell'omonimo videogame, scritto da Oliver Bowden, racconta le avventure di Ezio Auditore, il quale tra i tanti nemici incontra Antonio Maffei. Quest'ultimo, è stato uno dei monaci che furono sotto l'impiego di Lorenzo de' Medici, ma adirato per la conquista di Volterra, suo paese natale, si allea con Uberto Alberti e i Pazzi nella congiura che ha cercato di assassinare i Medici.
- Il giardino delle erbe proibite: l'autrice Titania Hardie ambienta quasi interamente il romanzo in Toscana, tra i giorni nostri e la metà del Trecento. Volterra è fra le città che la protagonista americana visita durante la sua vacanza in Italia.
- Twilight (serie): nei romanzi di Stephenie Meyer, Volterra è la città dove risiedono i Volturi, un potente clan di vampiri, garanti delle leggi della loro specie.

### Cinema
- Vaghe stelle dell'Orsa (1965), film di Luchino Visconti.
- Ritratto di donna velata (1975), film TV di Flaminio Bollini.
- Camminacammina (1981), film di Ermanno Olmi.
- Prima la musica, poi le parole (1998), film di Fulvio Wetzl.
- Milonga (1999), film di Emidio Greco
- Mondovino (2004), film di Jonathan Nossiter, in concorso al 57º Festival di Cannes
- The Twilight Saga: New Moon
- La musica del silenzio (2017), film di Michael Radford
- Fullmetal Alchemist (2017), film di Fumihiko Sori

### Musica
- La bambina (L'inverno è neve, l'estate è sole) è una canzone dell'album Il giorno aveva cinque teste (1973) di Lucio Dalla con testo di Roberto Roversi. Attraverso lo sguardo e l’innocenza di una bambina, il cantautore richiama la battaglia di Volterra del luglio 1944, combattuta tra gli americani della Quinta Armata e le retroguardie tedesche. In piazza dell'Ortino una scultura di Alessandro Marzetti ricorda questo avvenimento.Scultura La Bambina di Alessandro Marzetti. La scultura situata in piazzetta dell'Ortino a Volterra richiama la canzone La Bambina del cantautore bolognese Lucio Dalla. Sullo sfondo, la Fortezza Medicea di Volterra.

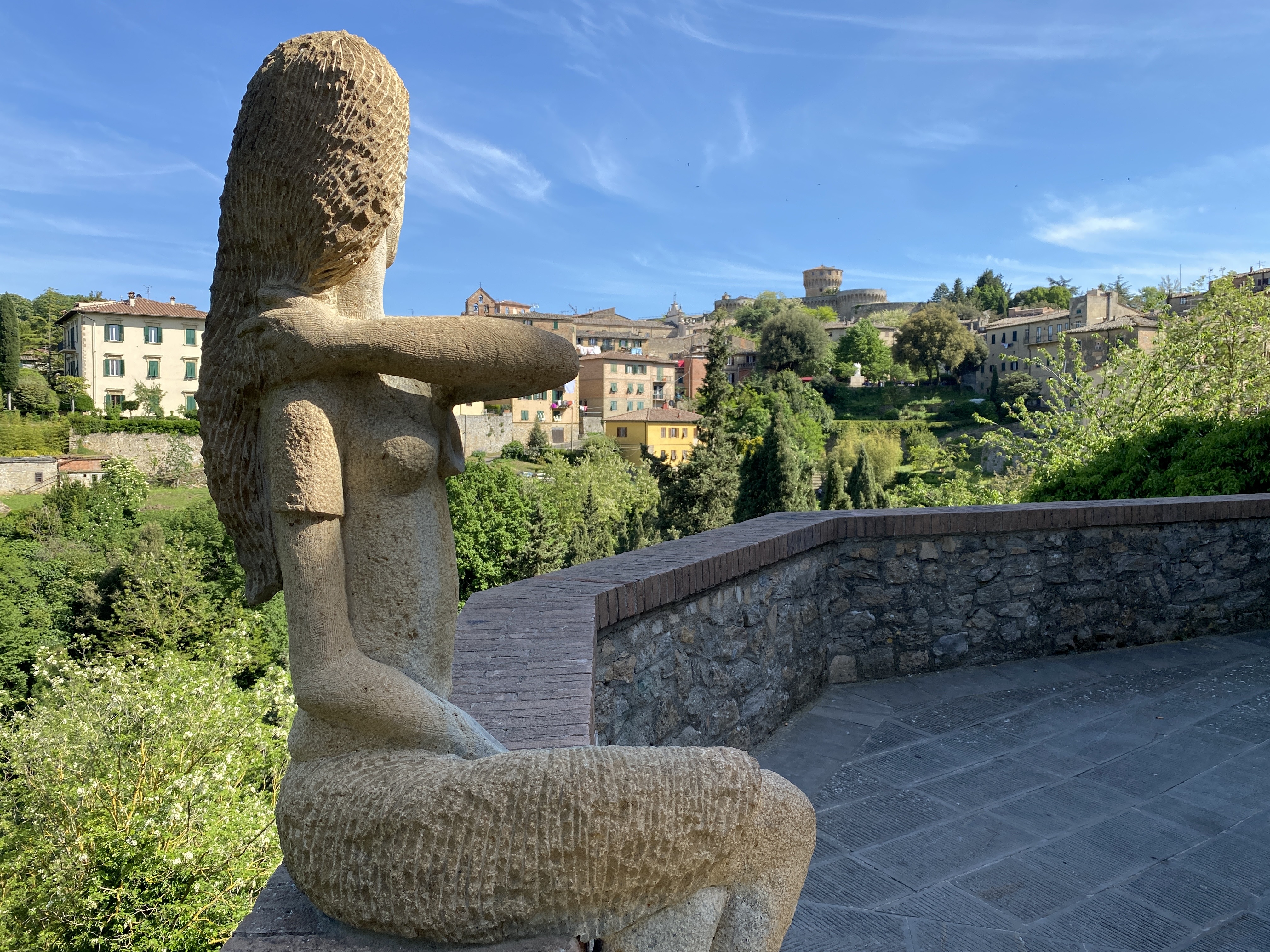
Scultura La Bambina di Alessandro Marzetti. La scultura situata in piazzetta dell'Ortino a Volterra richiama la canzone La Bambina del cantautore bolognese Lucio Dalla. Sullo sfondo, la Fortezza Medicea di Volterra.

### Televisione
Volterra fu anche l'ambientazione dello sceneggiato televisivo trasmesso alla Rai Tv Ritratto di donna velata.
Nel novembre 2017, Volterra è stata anche luogo di riprese per la seconda stagione de I Medici (2016 - 2019), serie tv di Frank Spotnitz e Nicholas Meyer, e nuovamente per la terza stagione.

### Giochi
Volterra è il titolo di un gioco da tavolo di Julien Griffon, edito da Steffen-Spiel nel 2020. Si tratta di un gioco astratto per due giocatori dove l'obiettivo è quello di possedere a fine partita la torre più alta. In Italia è distribuito da XV Games.

## Geografia antropica

### Frazioni
Secondo lo statuto, il comune di Volterra possiede quattro frazioni:
- Mazzolla
- Montemiccioli
- Saline di Volterra
- Villamagna

### Altre località del territorio
Importanti località del territorio, classificate come agglomerati, sono: Il Cipresso, Montebradoni, Pignano, Ponsano, Prato d'Era, Roncolla, San Cipriano, Sensano, Ulignano, Vicarello.
Altri piccoli borghi rurali e località storiche sono invece quelli di Ariano, Berignone, Cozzano, Marmini, Monte Voltraio, Nera, Palagione, San Giusto, Sant'Anastasio, Sant'Ottaviano, Scornello, Spicchiaiola.

## Economia

### Artigianato
Per quanto riguarda l'artigianato, è ancora attiva e diffusa l'arte della ceramica del coccio, rinomata per i metodi di lavorazione tradizionali e per i prodotti tipici locali, oltre alla nota lavorazione dell'alabastro.

## Infrastrutture e trasporti

### Ferrovie
In località Saline è presente la fermata ferroviaria di Volterra-Saline-Pomarance, capolinea della linea per Cecina.
Fino al 1958 la già citata linea arrivava fino al centro di Volterra attraverso un tracciato a cremagliera, e terminava nella stazione di Volterra.

### Strade
Di grande importanza per Volterra è la SS68 di Val Cecina, che la collega a ovest con la costa e con la SS1 Aurelia.

## Amministrazione
| Periodo | Periodo   | Primo cittadino  | Partito                                                            | Carica  | Note |
| ------- | --------- | ---------------- | ------------------------------------------------------------------ | ------- | ---- |
| 1944    | 1946      | Amedeo Meini     | designato dal CLN, socialista                                      | Sindaco |      |
| 1946    | 1951      | Mario Giustarini | Lista PCI, PSI, Partito d'Azione                                   | Sindaco |      |
| 1951    | 1956      | Mario Giustarini | Lista PCI                                                          | Sindaco |      |
| 1956    | 1960      | Mario Giustarini | Lista PCI                                                          | Sindaco |      |
| 1960    | 1964      | Mario Giustarini | Lista PCI                                                          | Sindaco |      |
| 1964    | 1970      | Mario Giustarini | Lista PCI                                                          | Sindaco |      |
| 1970    | 1975      | Mario Giustarini | Lista PCI                                                          | Sindaco |      |
| 1975    | 1980      | Mario Giustarini | Lista PCI                                                          | Sindaco |      |
| 1980    | 1985      | Giovanni Brunale | Lista PCI                                                          | Sindaco |      |
| 1985    | 1990      | Giovanni Brunale | PCI                                                                | Sindaco |      |
| 1990    | 1995      | Giovanni Brunale | PCI                                                                | Sindaco |      |
| 1995    | 1999      | Ivo Gabellieri   | Lista civica Federazione Democratica appoggiata dal centrosinistra | Sindaco |      |
| 1999    | 2004      | Ivo Gabellieri   | Lista civica Unione per Volterra appoggiata dal centrosinistra     | Sindaco |      |
| 2004    | 2009      | Cesare Bartaloni | Lista civica Insieme per Volterra appoggiata dal centrosinistra    | Sindaco |      |
| 2009    | 2014      | Marco Buselli    | Lista civica Uniti per Volterra                                    | Sindaco |      |
| 2014    | 2019      | Marco Buselli    | Lista civica Uniti per Volterra                                    | Sindaco |      |
| 2019    | In carica | Giacomo Santi    | Lista civica Fare Volterra appoggiata dal PD                       | Sindaco |      |

### Gemellaggi
La città di Volterra è gemellata con:
- Mende dal 1992
- Wunsiedel dal 2006
- Bruchsal-Heidelsheim dal 2022

e ha un Patto di amicizia con:
- Sandomierz dal 2012